# Capnella gaboensis
Capnella gaboensis är en korallart som beskrevs av Verseveldt 1977. Capnella gaboensis ingår i släktet Capnella och familjen Nephtheidae. Inga underarter finns listade i Catalogue of Life.